# Clivia miniata
Clivia miniata (Lindl.) Verschaff., 1857 è una pianta appartenente alla famiglia Amaryllidaceae.

## Etimologia
Il nome del genere è un omaggio a lady Charlotte Clive, duchessa di Northumberland.

## Descrizione
Pianta sempreverde a crescita lenta dotata di grandi foglie nastriformi disposte a ventaglio, dal centro del quale dipartono la nuova vegetazione e gli steli fiorali portanti alla sommità numerosi fiori campanulati di colore arancio. Raggiunge dimensioni vicine e talvolta superiori al mezzo metro d'altezza. Esemplari maturi accestiscono vigorosamente emettendo numerosi polloni alla base della pianta, creando così fitti cespugli. Sono piante prive di organi ipogei di riserva.

### Radici
Carnose, rizomatose a forma di funi. Affioranti in parte dal substrato

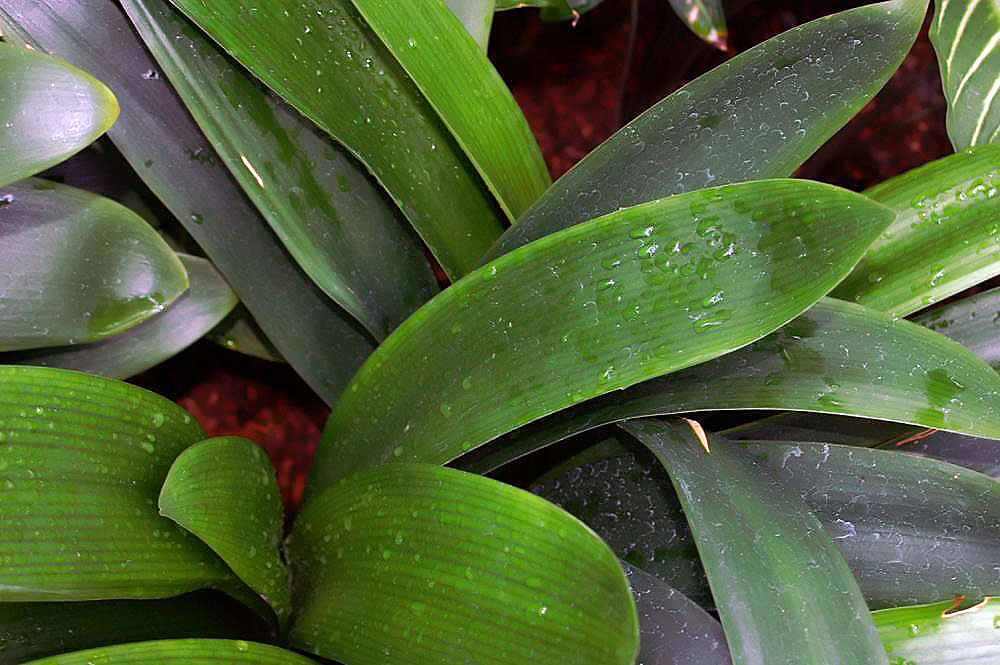
Le foglie

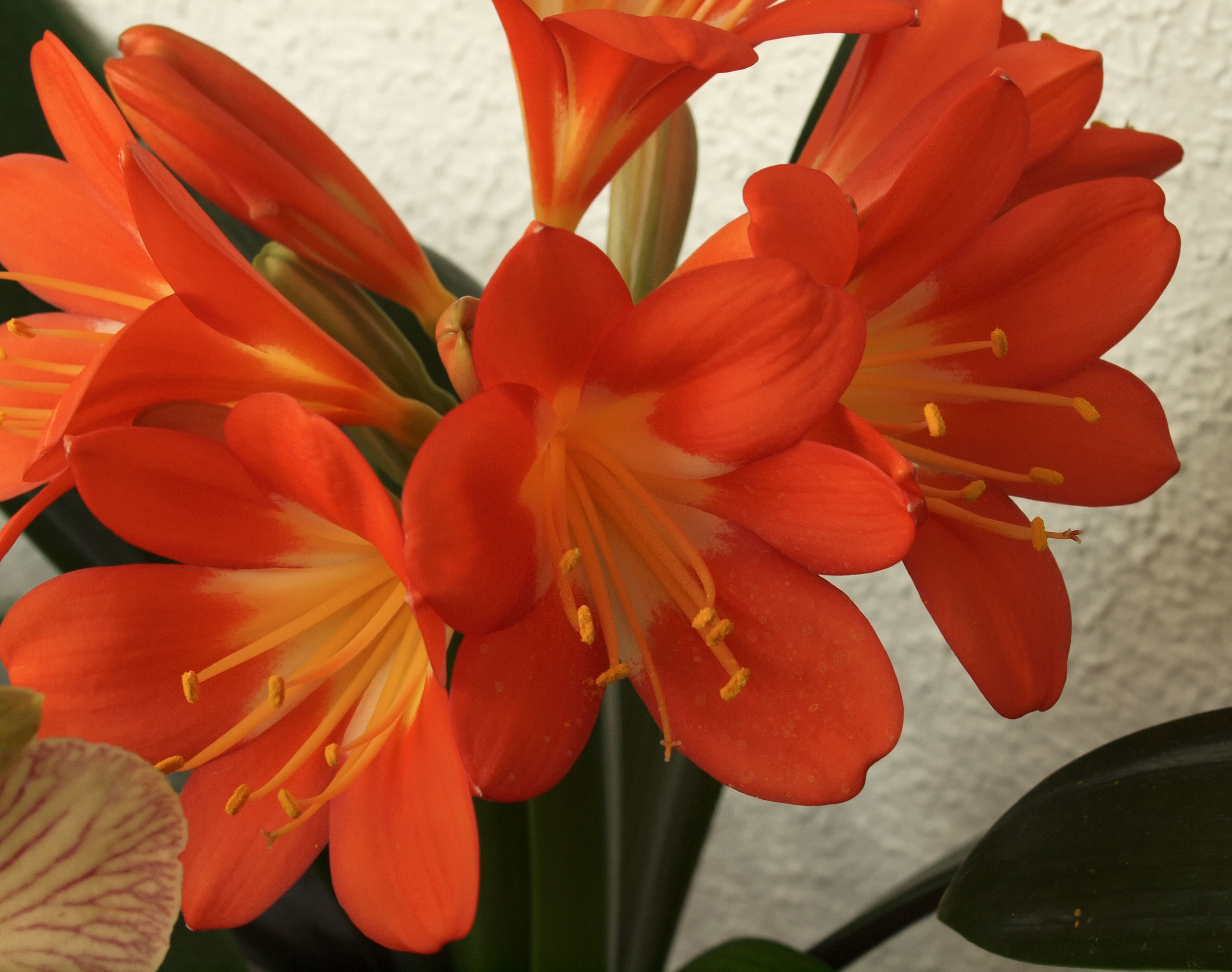
I fiori

### Foglie
Nastriformi con apice ottuso, larghe fino a 6 cm e lunghe fino a 70 cm. La lamina fogliare è coriacea e lucida, di colore verde scuro sulla pagina superiore e verde più chiaro sull'inferiore. Generano direttamente dalle radici, creando così una sorta di ventaglio. L'emissione di nuove foglie avviene dal centro di tale struttura, sviluppandone alternativamente una a destra e una a sinistra. In questo modo le foglie più distanti da tale centro di genesi, e quindi più vicine al terreno, risultano essere le più vecchie.

### Infiorescenza
Simile ad un ombrella terminale portante da 10 a 20 fiori. 

### Fiore
Imbutiforme, eretto, di colore rosso-arancio.

### Frutti
Bacche rosse carnose contenenti da due a quattro semi sferoidali. Tali semi, una volta maturi, possono germinare quando si trovano ancora all'interno del frutto.

## Biologia
È l'unica specie del genere che si riproduce per impollinazione entomogama, effettuata in natura da lepidotteri del genere Papilio.

## Distribuzione e habitat
Località ombrose e umide dell'est/sud est del Sudafrica.

## Tassonomia

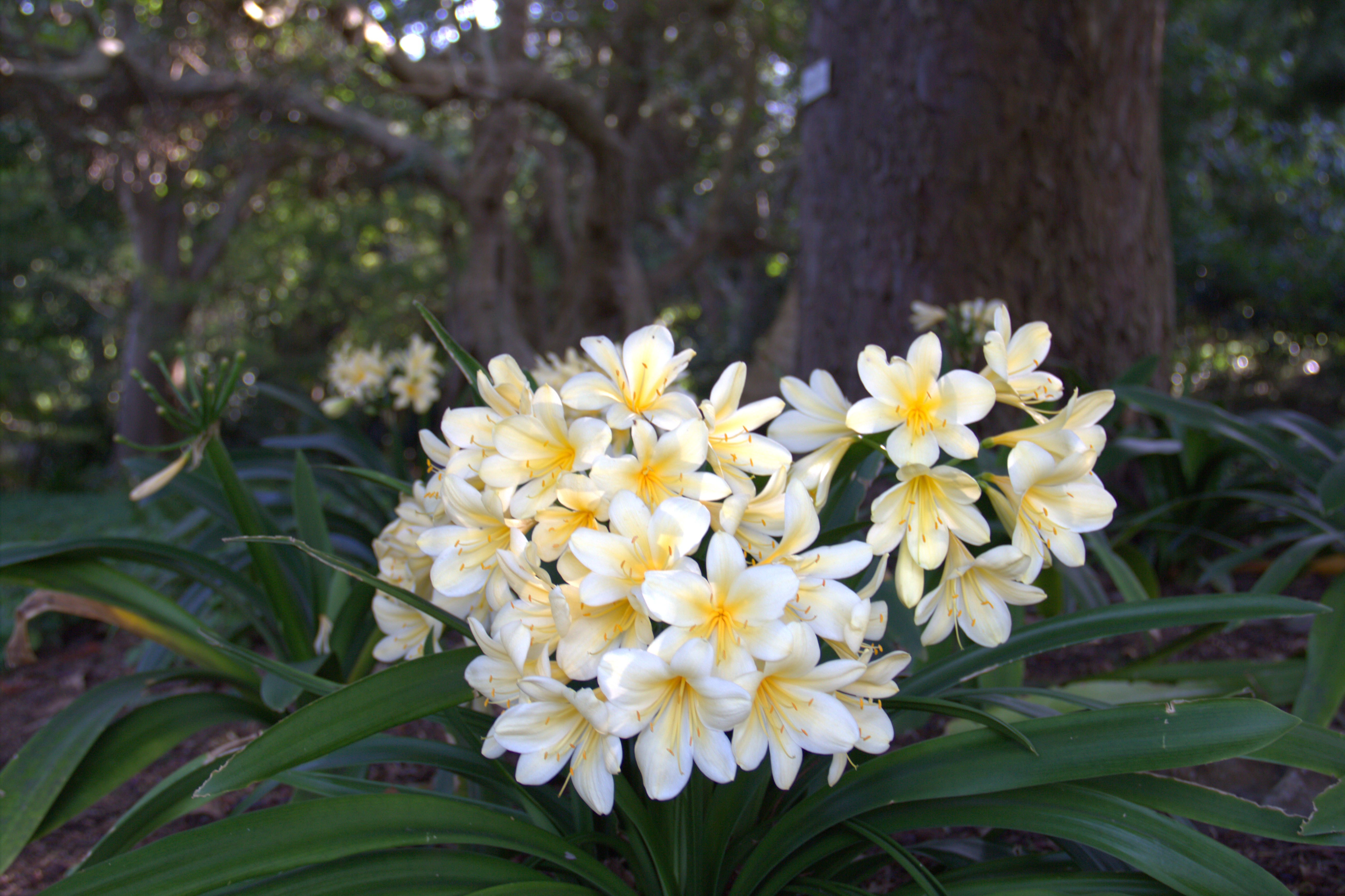
Clivia miniata var. citrina

### Varietà

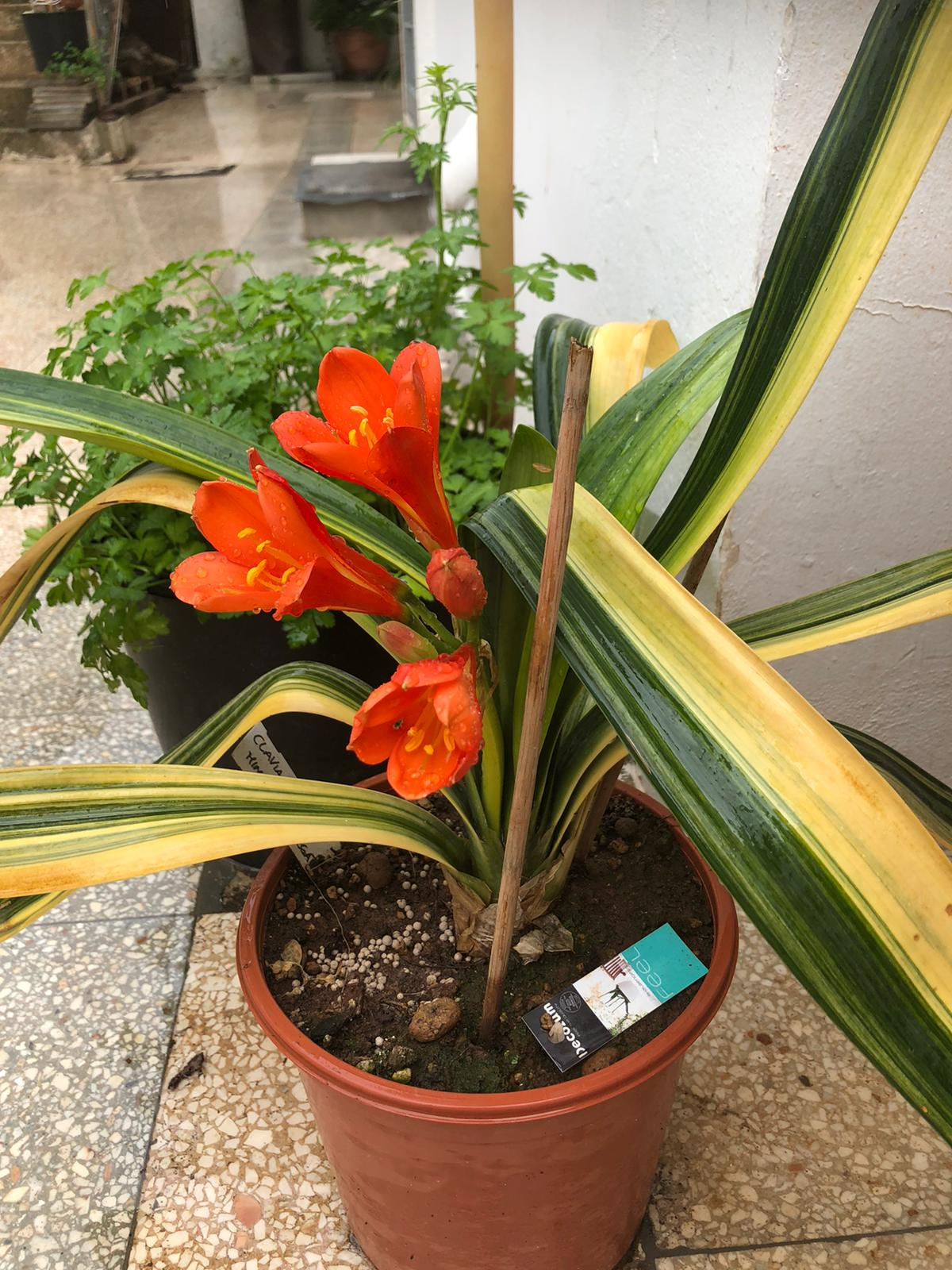
Clivia miniata variegata

Clivia miniata var. citrina S. Watson

### Ibridi
Si trova in commercio anche un suo ibrido interspecifico denominato Clivia x cyrtanthiflora incrocio tra C. miniata e C.nobilis, capace di fiorire due o tre volte l'anno.

## Usi
Pianta esclusivamente ornamentale. Coltivata come pianta d'appartamento per lo splendido fogliame e la profusione di fiori in primavera/estate.
Tutta la pianta è velenosa in quanto contiene Lycorine, alcaloide cristallino presente anche nel genere Narcissus.

## Coltivazione
Essendo piante che vivono in ambienti ove le piogge si concentrano in primavera e estate, in inverno vanno irrigate poco, mentre in estate richiedono buone quantità d'acqua e alti tassi d'umidità relativa. Si consiglia quindi di coltivare le Clivia in vaso ponendole all'esterno in estate, in luogo luminoso ma umido e fresco, lontano dai raggi solari, e di innaffiare regolarmente evitando però ristagni che potrebbero causare marciumi.
In inverno si potrà ritirare in appartamento possibilmente in zona moderatamente luminosa per stimolare la fioritura successiva, ma tollera eccellentemente anche condizioni di scarsa illuminazione, essendo pianta da sottobosco.
Per quanto riguarda le temperature l'optimum vegetativo va dai 15 °C ai 25 °C. Nella stagione invernale sia esemplari adulti che molto giovani sopportano comunque temperature di qualche grado superiori allo 0 °C. L'importante è non esporle assolutamente al gelo.
Esposizione da mezzombra a ombra totale.

## Moltiplicazione
La via più rapida e funzionale per ottenere piante vigorose e di rapida fioritura è quella vegetativa, mediante divisione dei ceppi originatisi alla base della pianta.
In alternativa seminare in primavera i semi maturati durante l'inverno sulla pianta. Una volta che le bacche hanno raggiunto la colorazione rosso brillante e sono quindi mature, aprirle e quindi ripulire i semi dalla polpa. Sistemare un seme per vaso di 8 cm di diametro con buon terriccio universale (o meglio terriccio misto a sabbia e torba). 
Un buon metodo per assicurare la germinazione è quello di lasciare i semi indisturbati sulla pianta, nella loro bacca finché quest'ultima non inizi a scurirsi e disidratarsi, e quindi cadere al suolo. Tastando tale frutto si noterà che sono presenti in esso rigonfiamenti dovuti alla radichetta carnosa che già ciascun seme ha emesso.
La crescita da seme è lenta, e la fioritura non avverrà finché la pianta non sarà matura, dopo circa 7 anni dalla semina.

## Avversità
- cocciniglia cotonosa
- marciume del colletto per eccessi idrici
- macchie gialle sulle foglie per sbalzo termico a causa di acqua d'irrigazione troppo fredda
- foglie accartocciate, lamina ingiallita: carenze o eccessi idrici
- disseccamenti e zone necrotiche: bruciature dovute a esposizione diretta ai raggi solari